# Guerra turco-veneziana (1537-1540)
La guerra turco-veneziana del 1537-1540 o terza guerra turco-veneziana fu la seconda di tre guerre turco-veneziane che si svolsero nel XVI secolo tra la Repubblica di Venezia e l'Impero ottomano.

## Antefatto
La guerra nacque dall'alleanza franco-ottomana tra il re Francesco I di Francia e Solimano il Magnifico, sultano dell'Impero ottomano contro l'imperatore del Sacro Romano Impero Carlo V. Il piano iniziale tra i due fu quello di invadere congiuntamente l'Italia, Francesco I attraverso la Lombardia nel Nord Italia e Solimano il magnifico attraverso la Puglia a sud. Tuttavia, l'invasione proposta non ebbe luogo.
In quella che divenne nota come la guerra d'Italia del 1536-1538, l'invasione del Piemonte da parte di Francesco I, avendo ottenuto modesti guadagni territoriali, fu fermata da Genova, alleata di Carlo V. Egli inoltre, non fu in grado di mettere in campo tutte le sue risorse militari contro la città in quanto dovette difendersi dall'invasione della Provenza da parte di Carlo V. Allo stesso tempo, Solimano il magnifico non era ancora pronto a impegnarsi in un'invasione su larga scala del Regno di Napoli, non dando quindi alcun sollievo a Francesco I.
Le truppe ottomane sbarcarono a Otranto dal loro accampamento a Valona il 23 luglio 1537, ma queste furono ritirate un mese dopo quando fu chiaro che Francesco I non avrebbe invaso la Lombardia. Tuttavia, lo sbarco e l'assalto dei soldati ottomani in Puglia e la presenza della grande flotta ottomana nello stretto d'Otranto suscitò a Roma il panico in quanto si aspettavano un'invasione su larga scala.
Allo stesso tempo, la crisi dei rapporti tra la Repubblica di Venezia e l'Impero ottomano si stava sviluppando durante l'assedio di Klis - ultima roccaforte asburgica in Dalmazia, caduta nel marzo 1537. Il governo veneziano temeva che le forze turche attaccassero le città della Dalmazia e ricorsero a sforzi diplomatici per evitare la guerra.

## Il conflitto
Questi timori furono ulteriormente rafforzati quando in seguito a una scaramuccia con Andrea Doria, gli ottomani improvvisamente assediarono l'isola veneziana di Corfù nell'Adriatico (assedio di Corfù del 1537), rompendo così il trattato di pace firmato con Venezia nel 1502. A Corfù, gli ottomani affrontarono resistenze formidabili e difese specificamente progettate per contrastare l'artiglieria nemica. L'assedio durò meno di due settimane senza espugnare la città, di conseguenza Solimano ripiegò le sue truppe per trascorrere l'inverno ad Adrianopoli.
Questi eventi convinsero papa Paolo III della necessità di formare una Lega Santa (1538) per combattere e scoraggiare gli eventuali assalti ottomani. Attraverso un'intensa diplomazia il Papa fermò la guerra tra Carlo V e Francesco I con la tregua di Nizza e assicurò il sostegno di Carlo V. Anche il doge Andrea Gritti si unì all'alleanza, ma solo con riluttanza e dopo molti dibattiti in Senato in quanto la Serenissima usciva stremata dalla guerra contro la Lega di Cambrai.
La flotta ottomana era cresciuta notevolmente nelle dimensioni e nelle strategie marine di guerra nel corso del XVI secolo ed era guidata dall'ex corsaro trasformato in ammiraglio Hayreddin Barbarossa Pasha. Nell'estate del 1538 gli ottomani attirarono la loro attenzione sui restanti possedimenti veneziani nell'Egeo catturando le isole di Andros, Naxos, Paros e Santorini, oltre a prendere gli ultimi due insediamenti veneziani sul Monemvasia e sul Navpione del Peloponneso. Successivamente gli ottomani incominciarono a entrare nell'Adriatico.
Qui, in quello che i veneziani consideravano le loro acque, gli ottomani, attraverso gli attacchi combinati della marina e dell'esercito in Albania, catturarono una serie di forti in Dalmazia e formalmente vi si insediarono. La battaglia più importante della guerra fu la battaglia di Prevesa. Dopo aver attaccato Kotor, il comandante supremo della marina della Lega Santa, il genovese Andrea Doria riuscì a intrappolare la marina di Barbarossa nel golfo di Ambracia. Questo era a vantaggio del Barbarossa, tuttavia, poiché era sostenuto a terra dall'esercito ottomano a Prevesa mentre Doria, incapace di guidare un assalto generale per paura dell'artiglieria ottomana, dovette aspettare in mare aperto. Alla fine il Doria incominciò il ritiro e il Barbarossa attaccò immediatamente portando la sua flotta alla vittoria. Gli eventi di questa battaglia, così come gli eventi dell'assedio di Castelnuovo (1539), misero fine a qualsiasi piano ulteriore di attacco della Lega Santa incominciando le trattative per porre fine alla guerra. La guerra fu particolarmente dolorosa per i veneziani, poiché persero la maggior parte del proprio Stato da Mar.
La resa fu firmata tra Venezia e l'Impero ottomano per porre fine alla guerra il 2 ottobre 1540.
Nel periodo tra l'inizio della seconda guerra ottomana-veneziana nel 1499 e la fine di questa guerra nel 1540, l'Impero ottomano fece importanti avanzamenti nell'entroterra dalmata - non occupò le città veneziane, ma prese i possedimenti croati del Regno di Ungheria tra Skradin e Karin, eliminando la zona cuscinetto tra il territorio ottomano e quello veneziano. L'economia delle città veneziane in Dalmazia, gravemente colpita dall'occupazione turca dell'entroterra nella guerra precedente, si riprese e si mantenne stabile durante tutta la guerra.